# Emmesomyia koreana
Emmesomyia koreana är en tvåvingeart som beskrevs av Kae Kyoung Kwon och Suh 1982. Emmesomyia koreana ingår i släktet Emmesomyia och familjen blomsterflugor. Inga underarter finns listade i Catalogue of Life.